# ويليام مارتن (رسام)
ويليام مارتن (بالفرنسية: Henri Martin)‏ (و. 1860 – 1943 م) هو رسام فرنسي، ولد في تولوز، كان عضوًا في أكاديمية الفنون الجميلة (منذ 24 نوفمبر 1917)، توفي في فرنسا، عن عمر يناهز 83 عاماً.

## التعليم
تعلم في Institut supérieur des arts de Toulouse ‏
.

## جوائز
حصل على جوائز منها:

وسام جوقة الشرف من رتبة قائد